# Karsten Forsterling
Karsten Forsterling, né à Newcastle le 21 janvier 1980, est un rameur d'aviron australien.

## Palmarès

### Jeux olympiques
- 2012 à Londres,  Royaume-Uni
  -  Médaille de bronze en quatre de couple

### Championnats du monde
- 2010 à Karapiro,  Nouvelle-Zélande
  -  Médaille de bronze en quatre de couple
- 2011 à Bled,  Slovénie
  -  Médaille d'or en quatre de couple